# Оггинс, Сай Саймонович
Сай Саймонович Оггинс (англ. Isaiah «Cy» Oggins; 22 июля 1898, Уиллимантик, США — 1947, СССР) — американский коммунист, агент советской разведки, впоследствии узник ГУЛАГа.

## Биография
Родился в городке Уиллимантик в Коннектикуте в еврейской семье, окончил Колумбийский университет, работал преподавателем истории, в 1923 году вступил в Коммунистическую партию США.
Предполагается, что ещё студентом Оггинс был завербован советской разведкой. В 1926—1928 годах он занимался разведывательной работой в Берлине под руководством Игнатия Рейсса, затем в 1930—1935 годах — в Париже, собирая информацию о белоэмигрантах и троцкистах, а в 1935—1937 годах вёл разведывательную работу в Китае. В 1938-39 годах он, предположительно, снова жил во Франции.
Жена Исайи Огиинса Нора также была агентом советской разведки и отвечала за обслуживание конспиративных квартир во Франции и США.
В 1938 году Оггинс въехал в СССР по фальшивому чехословацкому паспорту, а 20 февраля 1939 года был арестован в Москве по подозрению в предательстве. 15 января 1940 года постановлением Особого совещания при НКВД СССР он был приговорён к 8 годам ИТЛ и затем был этапирован в Норильлаг.
Жена Оггинса Нора в 1939 году вернулась в США. Сначала она считала, что ее муж находится в СССР по делам разведки, но затем поняла, что он арестован. Тогда она вступила в контакт с американскими спецслужбами, надеясь таким образом вызволить мужа из СССР. За Оггинса вступились американские дипломаты, после чего Норе Оггинс дали свидание с мужем в Бутырской тюрьме, в декабре 1942 года и январе 1943 года его также посетили американские дипломаты. Во время этих свиданий Оггинс сообщил, что он арестован как троцкист, нелегально въехавший в Советский Союз по чужому паспорту для связи с троцкистским подпольем в СССР.
9 мая 1943 года американскому посольству было сообщено, что «соответствующие советские органы не считают возможным пересматривать дело Оггинса».
21 мая 1947 года министр государственной безопасности СССР Виктор Абакумов направил Сталину и Молотову письмо с предложением убить Оггинса. В письме говорилось: Появление Оггинса в США может быть использовано враждебными Советскому Союзу лицами для пропаганды против СССР. Исходя из этого, МГБ СССР считает необходимым Оггинса Исайя ликвидировать, сообщив американцам, что Оггинс после свидания с представителями американского посольства в июне 1943 года был возвращен к месту отбытия срока наказания в Норильск и там в 1946 году умер в больнице в результате обострения туберкулеза позвоночника. Согласно воспоминаниям Павла Судоплатова, Григорий Майрановский под видом медицинского обследования сделал Оггинсу в тюрьме смертельный укол, после чего Оггинс был похоронен на еврейском кладбище в Пензе, причём дата смерти была указана задним числом.